# Милдред Пирс (мини-серија)
Милдред Пирс (енгл. Mildred Pierce) је америчка мини-серија продукцијске куће HBO, са Кејт Винслет у насловној улози. Ово је римејк истоименог филма из 1945, са Џоун Крафорд, која је за своју изведбу награђена Оскаром за најбољу главну глумицу. Пет епизода прате живот једне самохране мајке током тридесетих година двадесетог века.
Колумниста, писац и режисер Стивен Кинг, похвалио је глуму Винслетове, али је рекао да је серија „проклето, превише дуга“. Кејт је добила Еми за најбољу главну, а Пирс за најбољу споредну улогу у минисерији или ТВ–филму.

## Прича
- Прва епизода

Серија почиње свађом између Милдред Пирс и њеног супруга, који је постао одсутан и неодговоран према породици, а већ дуже време је вара са другом женом. Милдред му говори да је боље да оде од куће и никад се не врати, јер она не жели себе да мења и прилагођава, као ни да се прави да не види шта он ради. Берт на то пакује ствари и одлази код своје љубавнице. После неког времена, код Милдред долази њена сусетка и најбоља пријатељица, Луси Геслер, која је теши и говори да је тако најбоље. Госпођа Пирс јој говори да он ништа није крив и да га разуме јер је љубав једноставно престала. Међутим, јавља се нов проблем, а то је издржавање њене две кћерке. Милдред сада има статус „беле удовице“, односно незапослене жене коју је муж оставио, а која мора да храни породицу. Да ствар буде још гора, она никада није обављала друге послове сем оних кућних, и једино у чему је стварно добра јесте кување. Са свега неколико долара у ташни, Пирсова креће у потрагу за послом, али посла у то ратно време у Америци није било. Ипак, добија понуду да ради као кућна помоћница у једној угледној породици. Одлази на разговор са потенцијалном газдарицом, и схвата да ће се у тој кући она и њене кћерке звати слугама, на шта никако није могла да пристане због чега оставља газдарицу у пола реченице и уз речи „И ја могу да прекинем разговор“ - одлази из куће. Малаксала и психички намучена, свраћа у оближњи ресторан да нешто поједе. Убрзо у ресторану избија свађа између две конобарице јер је једна другој украла напојницу са стола. Шеф ресторана отпуста ону која је украла а прима Милдред на њено место. Посао конобарице није нимало лак, а поготову не Милдред која је морала да буде веома брза и спретна, да носи по неколико тањира у једној руци и поврх свега, да трпи дрскост гостију и непријатељско расположење својих колегиница. Вративши се кући, говори Луси да никада није ни помислила да би била у стању да ради такве ствари: да носи униформу и да је хватају за задњицу, на шта јој ова каже да су таква размишљања давно превазиђена и да је само битно да човек од нечега живи. Милдред говори да би за своје кћерке, посебно за Виду која је веома посебна и крхка, учинила све што је у њеној моћи да им никада ништа не зафали.
- Друга епизода

Вида слуша разговор између своје мајке и Луси, и сазнаје да она ради као конобарица. Због тога ће наредних дана непрестано провоцирати Милдред и наговештавати јој да све зна. Девојку коју је њена мајка унајмила да јој помаже у кући, обући ће у Милдредину радну униформу и тражиће од ње да је зове „госпођица Вида“. Не могавши да поднесе то, Милдред је једне вечери затвара у собу и грди због њеног понашања и дискретног пребацивања. Вида је назива глупачом и понаша се веома дрско и безобразно на шта јој ова одговара шамаром и батинама. Пар тренутака касније, Вида се извинила мајци рекавши да је била јако глупа и безобразна и да схвата сву њену жртву. Милдред је теши, говорећи јој да она на свом послу у ствари учи како да води ресторан који планира ускоро да отвори. И заиста, следећег дана шефици ће предложити да она сама прави пите за ресторан, уз одређену новчану надокнаду, пошто су пите које су се тада продавале биле ретко поручиване. Знајући да Милдред и приватно веома успешно продаје посластице, Ајда прихвата понуду и тражи јој да јој сутра донесе три узорка. Наравно, пите су веома заживеле а Пирсова је наставила да учи како да води посао. Захваљујући свом шарму и пријатном опхођењу према муштеријама, постала је готово незаменљива. Воли, човек са којим одржава везу чисто сексуалне природе, проналази јој локал који би могла претворити у свој ресторан, али једини услов је да се разведе са мужем, пошто је Берт један од оснивача те зграде. Са супругом је иначе изгладила односе и постали су пријатељи, а она му се чак и извинила што је увредљиво говорила о госпођи Бидерхоф, са којом Берт живи. Последњег дана посла упознаје младог и привлачног Монтија Берагона, који је води на плажу и са којим проводи цело поподне. Враћајући се кући, сазнаје да је њена млађа кћерка Реј одведена у болницу. Неколико сати касније Реј умире од високе температуре.
- Трећа епизода

Након што је сахранила Реј, Милдред се враћа нормалном животу и свом ресторану. Дан после сахране је одређен за свечано отварање ресторана. Милдред издаје последње наредбе малобројном особљу и први гости долазе. Све се одвија очекиваним током, гости су задовољни и хвале јела, све док се у једном тренутку не створи гужва и нестане чистог посуђа. Неискусне раднице су успаничене, једна случајно лупа тањир, а друга стоји у месту јер не зна шта пре да уради. У том трентутку у кухињу улазе Ајда, Милдредина стара шефица, и Луси које се прихватају посла и ствари враћају у нормалу. У кухињу изненада утрчава и Вида, и усхићено говори Милдред да познати спортиста Монти Берагон управо улази у њихов рестран. Ова јој говори да не зна о коме прича, али кад он уђе у кухињу са поклоном за власницу ресторана сви схватају да између њега и Милдред постоји нешто. По доласку кући, Милдред затиче Монтија и Виду како се смеју и причају. Следећих неколико дана њихово упознавање и дружење се наставља, а Милдред на његов наговор уписује Виду на часове клавира. Међутим, Милдред почиње да преиспитује њихову везу када једног дана Монти себе назове њеним жиголом. Схвата да је у задње време она та која му плаћа цигарете, пиће, вечере, купује гориво и облачи. Он је наводно своје богатство уложио у неки посао који је пропао, па је сада потпуно сиромашан и осим празне виле његове породице нема ништа. Вида истовремено постаје све незадовољнија и безобразнија, упркос Милдредином настојању да јој ништа не недостаје. За нову годину јој је купила квалитетан ручни сат, али Вида не крије да јој се поклон не свиђа, јер је очекивала клавир. Једног дана, након бурне свађе са Видом, Милдред одлази у Монтијеву вилу и говори му да је готово. На путу кући, услед снажне олује, кола јој остају заглављена и потопљена у једној бари. Полицајци је доводе кући, а она Види, која је истрчала пред њу, сломљено и разочарано говори да ће ускоро добити свој клавир.
- Четврта и пета епизода

Четврта епизода почиње осам година касније, када несугласице између мајке и кћерке кулминирају. Милдред је сада власница ланца ресторана, има свог личног возача и живи у раскошној вили. Вида живи распусно и ништа јој не недостаје, али и даље користи сваку прилику да понизи мајку, пребацујући јој да је проста као и свака новопечена богаташица. После једне велике свађе, Милдред у бесу говори незахвалној кћерки да се губи из куће, али се након тога каје и моли је да не иде. Вида, која је то једва дочекала, пакује ствари и иде из куће. Пирсова наставља свој живот и враћа се ресторанима, али и даље жали што је била преоштра према Види. Ускоро поново среће Монтија Берагона, са ким наставља давну сексуалну везу. Он је убеђује да купи стару, елегантну вилу у луксузном делу града што она и чини. Вида у међувремену постаје популарна оперска певачица, што све изненађује јер никада није мислила о певању. Милдред жели да јој се приближи више него икад, јер мисли да сада, као музичка звезда, има огромне трошкове које треба покрити. Вида се појављује на прослави мајчиног рођендана где пева једну арију на одушевљење свих присутних. Тако су поново изгладиле односе, али само привидно. Вида у толикој мери троши новац, да је Милдред принуђена да прода ресторане. Ипак, баш када помисли да је ситуација у породици кренула нормалним током, затиче кћерку у кревету са Монтијем. У налету беса почиње да је дави, а њега тера из куће. Продаје вилу у којој су живели и враћа се у стари крај. Придружује јој се и бивши супруг, кога је љубавница оставила. Када их Вида посети пре него што оде из града, Милдред јој говори да никада више не жели да је види и да јој не излази на очи док је жива. Серија се завршава када Милдред, потпуно разочарана и бесна говори: Ма дођавола с њом!

## Улоге
| Глумац           | Улога         |
| ---------------- | ------------- |
| Кејт Винслет     | Милдред Пирс  |
| Мелиса Лео       | Луси Геслер   |
| Гај Пирс         | Монти Берагон |
| Еван Рејчел Вуд  | Вида Пирс     |
| Морган Тернер    | мала Вида     |
| Џејмс Легрос     | Воли          |
| Брајан Ф. О‘Берн | Берт Пирс     |
| Мер Винингем     | Ајда Корвин   |
| Хоуп Дејвис      | гђа. Форестер |

## Награде
Серија је била фаворит на 63. доделама Емија, са двадесетдве номинације, од којих су седам биле за главне категорије.
| награда | категорија                             | номиновани       | добио |
| ------- | -------------------------------------- | ---------------- | ----- |
| Еми     | најбоља мини-серија или ТВ-филм        |                  | Не    |
| Еми     | најбоља главна глумица у мини-серији   | Кејт Винслет     | Да    |
| Еми     | најбоља споредна глумица у мини-серији | Еван Рејчел Вуд  | Не    |
| Еми     | најбоља споредна глумица у мини-серији | Мер Винингем     | Не    |
| Еми     | најбоља споредна глумица у мини-серији | Мелиса Лео       | Не    |
| Еми     | најбољи споредни глумац у мини-серији  | Брајан Ф. О‘Берн | Не    |
| Еми     | најбољи споредни глумац у мини-серији  | Гај Пирс         | Да    |